# Walter John
Walter John   (Toruń, 1879 - Berlín, desembre 1940) fou un jugador d'escacs alemany. Nascut a Thorn (Toruń), Polònia (llavors Imperi Alemany), va viure a Berlín, Alemanya, on hi exercia de farmacèutic.

## Resultats destacats en competició
Walter John fou actiu especialment en les dues primeres dècades del segle xx, quan va jugar multitud de torneigs als territoris alemanys. Segons Chessmetrics, va arribar a ocupar el lloc 16è al rànquing mundial, el gener de 1918.

### Període 1900 – I Guerra Mundial
El 1902 fou 2n, rere Curt von Bardeleben al Café Kerkau, fou 4t (el campió fou Ossip Bernstein) a Berlín, i guanyà a Hannover (13è Congrés de la DSB, Torneig B). El 1904, empatà als llocs 11è-12è a Coburg (14è Congrés de la DSB; (els guanyadors foren von Bardeleben, Carl Schlechter i Rudolf Swiderski). El 1905, empatà als llocs 7è-10è al fort torneig de Barmen (els guanyadors foren Dawid Janowski i Géza Maróczy). El 1907, empatà als llocs 10è-11è a Oostende (Torneig B; els campions foren Bernstein i Akiba Rubinstein). El 1908, fou 4t a Düsseldorf (16è DSB–Congress, el campió fou Frank James Marshall).
El 1910, fou 16è al Torneig d'escacs d'Hamburg de 1910 (17è DSB Congress, el campió fou Carl Schlechter), El 1914, empatà als llocs 10è-11è a Mannheim (19è DSB–Congress, el campió fou Aleksandr Alekhin). El 1917, John va empatar un matx contra Jacques Mieses (+1 –1 =3) a Leipzig. El mateix any, va guanyar, ex aequo amb Paul Johner, a Berlín. El 1918 guanyà a Breslau.

### Període 1920 – 1940
El 1920 fou 5è a Göteborg (Torneig B, guanyat per P. Johner), guanyà a Berlín 1921, i fou 4t a Hamburg 1921 (21è DSB–Congress, el campió fou Ehrhardt Post). Fou 11è a Bad Aachen 1934 (2n Campionat d'escacs d'Alemanya, el campió fou Carl Carls).
El setembre de 1940, va guanyar a Danzig (Gdańsk). Va morir a Berlín el desembre de 1940.